# بطاقة مؤسسة

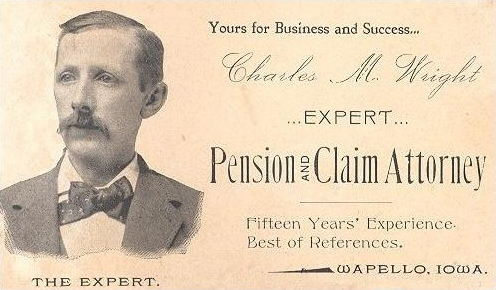
An attorney's business card, 1895

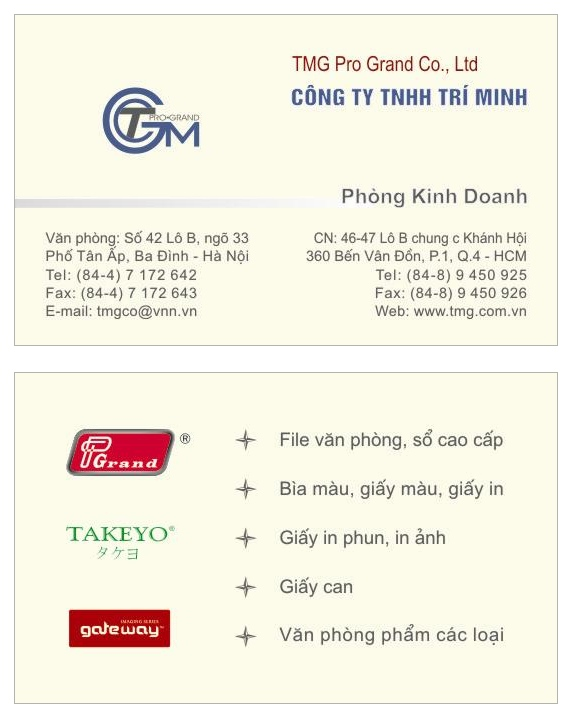
Front and back side of a business card 2008

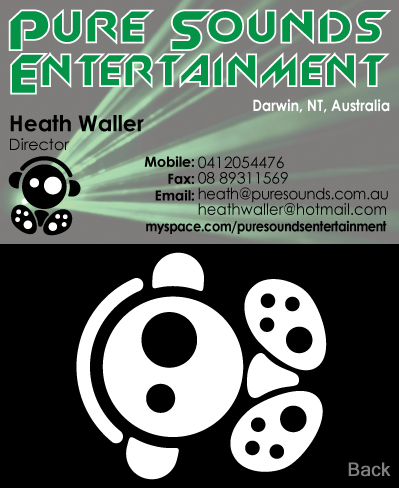
A 90 × 55 mm, full-colour front, one-colour back Australian business card

بطاقة مؤسسة (بالإنجليزية: Business card) هي بطاقة شركة تعطي معلومات عن أعمال الشركة وعن موظف الشركة الذي يحملها ووظيفته في المؤسسة. يتبادلها المتعاقدون عند الاجتماع لأول مرة لتقديم أنفسهم ولتكون عونا للتذكر. تحتوي بطاقة المؤسسة في العادة أيضا على رمز المؤسسة وعنوانها ورقم هاتفها ورقم الفاكس والبريد الإلكتروني واسم موقع المؤسسة في الإنترنت كما أن بعض البطاقات الحديثة باتت تضع أيضاً شيفرة ثنائية البعد رمز استجابة سريعة تقرأ من قبل جهاز قارئ خاص أو أي جهاز مجهز بكاميرا رقمية مع برنامج قراءة للشيفرة مثل أجهزة الجوال الذكية وذلك بهدف إيصال مستخدم البطاقة إلى معلومات أوسع مثل عنوان رقمي أو نص أو موقع على خريطة أو موقع الكتروني.

## القياسات
القياس الأمريكي: 8.9 × 5.1 سم والقياس البريطاني: 8.5 × 5.5 سم، كما أن بعض البطاقات مصممة كي تطوى حتى تبلغ أحد القياسات السابقة.

## بطاقة المؤسسة في اليابان
بالمقارنة بالدول الأوروبية وأمريكا فتعتبر بطاقة المؤسسة شيئا عالي القيمة. ونظرا لكون الأسماء اليابانية تنطقق أحيانا متقاربة بالنسبة للغرباء إلا أنها تكتب بطرق مختلفة. يحرص اليابانيون على كتابة بطاقاتهم اللغتين اليابانية والإنجليزية. كما يلعب مركز حاملها في المؤسسة دورا هاما في طريقة التعامل. وتقدم البطاقة من حاملها باليدين الاثنين إلى الشخص الغريب علامة على الاحترام الكبير. وفي اليابان يقوم المدير ذو مرتبة أعلى في المؤسسة أولا يتقديم بطاقهه إلى شريك التعاقد الآخر الأقل منه في المرتبة. ويتبع تقديم البطاقة انحناء قليل. ويقوم بمسقبل البطاقة باستلامها أيضا باليدين الاثنين ويعتني بقراءة محتوياتها قبل أي يضعها في جيبه. ثم يقوم الأقل سنا أو أقل مرتبة بتقديم بطاقته هو الآخر بنفس الطريقة. ولا يصح عن اليابانيين مفظ البطاقة في جيب السروال. وعندما يتبادل اليابانيون البطاقات مع عملائهم الأوروبيين فإنهم يستعملون بطاقات مكتوبة باللغتين اليابانية والأوروبية على الوجهتين.

## اقرأ أيضا
- بطاقة شخصية
- بطاقة زيارة